# Spotlight (film)
Spotlight is een Amerikaans-Canadese film uit 2015 van regisseur Tom McCarthy. De film is gebaseerd op het onderzoek van The Boston Globe, dat in 2002 een grootschalig kindermisbruikschandaal binnen de Katholieke Kerk aan het licht bracht. De hoofdrollen worden vertolkt door Mark Ruffalo, Rachel McAdams, Michael Keaton en Liev Schreiber. De film ging in september 2015 in première op het filmfestival van Venetië.

## Verhaal
In 1976 wordt priester John Geoghan gearresteerd door de politie. Niet veel later wordt hij vrijgelaten en overgedragen aan het aartsbisdom van Boston (Massachusetts). Meer dan 25 jaar later ontdekt Spotlight, het onderzoeksteam van de krant The Boston Globe, dat Geoghan tijdens zijn priesterschap meer dan 80 kinderen misbruikte. Ondanks de weerstand en het stilzwijgen van de lokale geloofsgemeenschap gaat de krant op zoek naar bewijzen voor de grootschalige doofpotoperatie van de Katholieke Kerk.

## Rolverdeling
- Michael Keaton – Redacteur Walter 'Robby' Robinson
- Mark Ruffalo – Michael Rezendes
- Rachel McAdams – Sacha Pfeiffer
- John Slattery – Ben Bradlee jr.
- Liev Schreiber – Hoofdredacteur Marty Baron
- Brian d'Arcy James – Matt Carroll
- Gene Amoroso – Steve Kurkjian
- Jamey Sheridan – Jim Sullivan
- Stanley Tucci – Mitchell Garabedian
- Billy Crudup – Eric MacLeish
- Paul Guilfoyle – Peter Conley
- Doug Murray – Peter Canellos
- Neal Huff – Phil Saviano
- Michael Cyril Creighton – Joe Crowley
- Michael Countryman – Richard Gilman
- Eileen Padua – Sacha's oma
- Jimmy LeBlanc – Patrick McSorley (als James LeBlanc)
- Len Cariou – Kardinaal Bernard Law

## Productie
In 2002 bracht Spotlight, het onderzoeksteam van The Boston Globe, een grootschalig kindermisbruikschandaal binnen de Katholieke Kerk aan het licht. Een jaar later werd het team beloond met een Pulitzerprijs.
De beginnende producenten Nicole Rocklin en Blye Pagon Faust richtten in 2009 hun productiebedrijf Rocklin/Faust op. Datzelfde jaar kwam het duo via een schrijver te weten wat het Spotlight-team in 2002 verwezenlijkt had. Via de schrijver werden er vervolgens contacten gelegd met de journalisten van Spotlight, waarna Faust en Rocklin de rechten op hun verhaal kochten. Nochtans waren de journalisten aanvankelijk niet overtuigd dat het werk dat ze geleverd hadden, geschikt was voor een film.
Omdat er geen boek of specifiek artikel was dat verfilmd kon worden, werkten de betrokken journalisten samen met de filmmakers om een verhaal te creëren. De producenten benaderden vervolgens Tom McCarthy om dat verhaal te regisseren. McCarthy, die op dat ogenblik aan de productie van Win Win (2011) verbonden was, werd overweldigd door de omvang van het ambitieuze project en legde het aanbod naast zich neer. Pas een jaar later, nadat Faust en Rocklin besloten hadden om met producenten Steve Golin en Michael Sugar van Anonymous Content samen te werken, werd McCarthy opnieuw benaderd en ging hij wel in op het aanbod.
Het was voor McCarthy de eerste film die op een waargebeurd verhaal gebaseerd was. Hij wilde dat iemand anders onder zijn hoede het scenario zou schrijven en overwoog verscheidene scenaristen voor de opdracht. Omdat Golin en Sugar tevens de managers van scenarist Josh Singer waren, werd ook hij door McCarthy overwogen. Na een videogesprek via Skype met McCarthy werd Singer, die eerder al de journalistieke film The Fifth Estate (2013) had geschreven, in dienst genomen om het scenario voor Spotlight te schrijven. In 2012 begonnen Singer en McCarthy met schrijven. In totaal schreven ze een tiental versies van het script en zelfs tijdens de opnames werden er nog regelmatig scènes herschreven. Het schrijfproces werd een tijdje onderbroken toen McCarthy aan de opnames van The Cobbler (2014) begon en Singer een contractuele verplichting voor 20th Century Fox moest vervullen.
In augustus 2014 werden Mark Ruffalo, Michael Keaton, Stanley Tucci, Rachel McAdams en Liev Schreiber gecast. Een maand later werd Brian d'Arcy James aan de cast toegevoegd. Ook Aaron Eckhart werd lange tijd aan het project gelinkt.
De opnames gingen in 24 september 2014 van start in Boston (Massachusetts). Er werd gefilmd in onder meer Fenway Park, de kantoren van The Boston Globe in Dorchester, de Boston Public Library en McMaster University. De redactie en kantoren van The Boston Globe werden in Toronto nagebouwd. De opnames eindigden op 30 november 2014. Vervolgens werd de film gedurende acht maanden gemonteerd door Tom McArdle.
Op 3 september 2015 ging de film in première op het filmfestival van Venetië. Op het internationaal filmfestival van Toronto behaalde de film de derde plaats in de People’s Choice Award-categorie (publieksprijs). De film kreeg overwegend positieve recensies en sleepte verscheidene filmprijzen, waaronder twee Oscars, in de wacht. Ook het Vaticaan kreeg de film te zien. In een positieve recensie, die in het L'Osservatore Romano gepubliceerd werd, werd geconcludeerd dat Spotlight 'geen anti-katholieke film is'.

## Prijzen en nominaties
Spotlight won in 2016 twee Oscars, waaronder die voor beste film. Het is de eerste film sinds The Greatest Show on Earth (1952) die naast de Oscar voor beste film slechts één andere Oscar kreeg.
| Jaar | Prijs                             | Categorie                   | Genomineerde(n)           | Uitslag     |
| ---- | --------------------------------- | --------------------------- | ------------------------- | ----------- |
| 2016 | Academy Awards                    | Beste film                  | Beste film                | Gewonnen    |
| 2016 | Academy Awards                    | Beste regisseur             | Tom McCarthy              | Genomineerd |
| 2016 | Academy Awards                    | Beste acteur in een bijrol  | Mark Ruffalo              | Genomineerd |
| 2016 | Academy Awards                    | Beste actrice in een bijrol | Rachel McAdams            | Genomineerd |
| 2016 | Academy Awards                    | Beste origineel scenario    | Tom McCarthy, Josh Singer | Gewonnen    |
| 2016 | Academy Awards                    | Beste montage               | Tom McArdle               | Genomineerd |
| 2016 | Golden Globes                     | Beste film (drama)          | Beste film (drama)        | Genomineerd |
| 2016 | Golden Globes                     | Beste regisseur             | Tom McCarthy              | Genomineerd |
| 2016 | Golden Globes                     | Beste scenario              | Tom McCarthy, Josh Singer | Genomineerd |
| 2016 | BAFTA Awards                      | Beste film                  | Beste film                | Genomineerd |
| 2016 | BAFTA Awards                      | Beste acteur in een bijrol  | Mark Ruffalo              | Genomineerd |
| 2016 | BAFTA Awards                      | Beste origineel scenario    | Tom McCarthy, Josh Singer | Gewonnen    |
| 2016 | Critics' Choice Awards            | Beste film                  | Beste film                | Gewonnen    |
| 2016 | Critics' Choice Awards            | Beste regisseur             | Tom McCarthy              | Genomineerd |
| 2016 | Critics' Choice Awards            | Beste acteur in een bijrol  | Mark Ruffalo              | Genomineerd |
| 2016 | Critics' Choice Awards            | Beste actrice in een bijrol | Rachel McAdams            | Genomineerd |
| 2016 | Critics' Choice Awards            | Beste ensemble              | Beste ensemble            | Gewonnen    |
| 2016 | Critics' Choice Awards            | Beste origineel scenario    | Tom McCarthy, Josh Singer | Gewonnen    |
| 2016 | Critics' Choice Awards            | Beste montage               | Tom McArdle               | Genomineerd |
| 2016 | Critics' Choice Awards            | Beste soundtrack            | Howard Shore              | Genomineerd |
| 2016 | Directors Guild of America Awards | Beste regisseur (film)      | Tom McCarthy              | Genomineerd |
| 2016 | Producers Guild of America Awards | Beste film                  | Beste film                | Genomineerd |
| 2016 | Writers Guild of America Awards   | Beste origineel scenario    | Tom McCarthy, Josh Singer | Gewonnen    |
| 2016 | Satellite Awards                  | Beste film                  | Beste film                | Gewonnen    |
| 2016 | Satellite Awards                  | Beste regisseur             | Tom McCarthy              | Gewonnen    |
| 2016 | Satellite Awards                  | Beste acteur in een bijrol  | Mark Ruffalo              | Genomineerd |
| 2016 | Satellite Awards                  | Beste acteur in een bijrol  | Michael Keaton            | Genomineerd |
| 2016 | Satellite Awards                  | Beste actrice in een bijrol | Rachel McAdams            | Genomineerd |
| 2016 | Satellite Awards                  | Beste cast                  | Beste cast                | Gewonnen    |
| 2016 | Satellite Awards                  | Beste origineel scenario    | Tom McCarthy, Josh Singer | Gewonnen    |
| 2016 | Satellite Awards                  | Beste soundtrack            | Howard Shore              | Genomineerd |
| 2016 | Screen Actors Guild Awards        | Beste actrice in een bijrol | Rachel McAdams            | Genomineerd |
| 2016 | Screen Actors Guild Awards        | Beste cast                  | Beste cast                | Gewonnen    |

## Trivia
Na de première werd de film door verscheidene critici vergeleken met All the President's Men (1976). In die film ontdekken twee journalisten van The Washington Post het Watergateschandaal. Het journalistieke onderzoek van The Washington Post werd destijds geleid door redacteur Ben Bradlee. Acteur Jason Robards won een Oscar voor zijn vertolking van de redacteur in All the President's Men. De zoon van Bradlee, Ben Bradlee jr., werd later redacteur bij The Boston Globe en was betrokken bij het aan het licht brengen van het kindermisbruikschandaal. In Spotlight wordt Bradlee jr. vertolkt door John Slattery.